# Harmonium (gruppo musicale)
Gli Harmonium sono un gruppo musicale di rock progressivo canadese (Québec).

## Storia del gruppo
La band nasce nel 1972 grazie all'incontro di Serge Fiori, figlio di un musicista di origini italiane e musicista a sua volta, con il giornalista ed aspirante paroliere Michel Normandeau. I due cominciano a scrivere canzoni dapprima in inglese poi, definitivamente, in francese. Quando, nel 1973, alla coppia si unisce il bassista Louis Valois il progetto decolla partendo dai locali di tendenza del Québec. Grazie anche a qualche esibizione radiofonica il trio ottiene un contratto discografico con l'etichetta Quality Records, in virtù del quale nasce, nell'aprile 1974, il primo album eponimo, esempio intelligente e misurato di folk-rock ancorato alle tradizioni franco-canadesi ed attento agli esempi inglesi coevi. Sulla scia del buon successo ottenuto, il gruppo moltiplica i concerti ed intanto prepara un nuovo album che, pur senza abbandonare le sonorità romantiche del suo predecessore, si orienta verso un rock progressivo melodico ma senza eccessi melliflui. Così, nel 1975 vede la luce il disco di maggior successo della band, intitolato Si on avait besoin d'une cinquième saison, che il pubblico degli appassionati ribattezza subito Les Cinq saisons e che vede unirsi al trio di base il fiatista Pierre Daigneault, il tastierista Serge Locat e, per un solo brano, la cantante Judy Richards. L'album, che racconta la città di Montréal nell'arco delle quattro (anzi, cinque) stagioni dell'anno, ottiene in patria un successo travolgente. Divenuti gli alfieri del rock progressivo franco-canadese, gli Harmonium si lanciano in una tournée epocale e si misurano con un progetto più ambizioso: il doppio album intitolato L'Heptade, vero colossal musicale ed ulteriore successo commerciale, sul quale si apprezzano, accanto a Fiori e Valois, abbandonati da Normandeau, il percussionista Denis Farmer, il fiatista Libert Subirana, il chitarrista Robert Stanley, nonché la cantante e pianista Monique Fauteux.  La lunga e trionfale tournée (110 spettacoli) che segue la pubblicazione del doppio LP segna al contempo l'apogeo degli Harmonium e la loro ultima avventura, poiché la storia del gruppo si ferma qui, dopo aver ottenuto la soddisfazione di aprire numerosi concerti dei Supertramp in Europa e per fare spazio alle carriere soliste dei suoi membri, primo fra tutti Serge Fiori, che inciderà diversi dischi variamente ispirati. L'album live Harmonium en tournée - registrato a Vancouver nel 1977 e pubblicato nel 1980 - riproduce fedelmente l'atmosfera degli ultimi concerti del gruppo, ma esce senza il consenso dei musicisti, che adiranno vie legali per ottenerne il ritiro dal commercio.

## Evoluzione artistica
Nati come gruppo folk con timide aperture al folk-rock d'oltreoceano, gli Harmonium, nel corso della loro breve ma intensa carriera, riusciranno a creare una versione originale e godibile di rock progressivo via via più maturo e complesso. Si on avait besoin d'une cinquième saison, considerato il loro album più rappresentativo, apre con quattro delicate canzoni d'impostazione, nel complesso, tradizionale: ogni brano rappresenta una stagione. Tra le tracce iniziali si segnala la meravigliosa e melancolica Depuis l'Automne, mentre la quinta traccia è il gioiellino Histoires sans paroles, vera e propria suite strumentale, che introduce l'idea di una nuova stagione artistica e spirituale. La ricerca si fa ancora più ambiziosa nel successivo L'Heptade, in cui l'ispirazione sinfonica si sposa con la descrizione dei sette stadi di coscienza dell'essere umano sulla strada per l'Illuminazione. Qui la musica si fa più complessa ed i brani (tutti intorno ai 10 minuti o oltre) superano nettamente la forma tradizionale della canzone.

## Formazione
- Serge Fiori[1] (voce, flauto e chitarra)
- Michel Normandeau (chitarra, fisarmonica e voce 1972-1976)
- Louis Valois (basso e voce)
- Serge Locat (tastiere, 1975-1978)
- Robert Stanley (chitarra, 1976-1978)
- Pierre Daigneault (fiati, 1975-1976)
- Libert Subirana (fiati, 1976-1978)
- Judy Richards (voce, 1975-1976)
- Denis Farmer (percussioni, 1976-1978)
- Monique Fauteux (voce, 1976-1978)
- Judy Richards (voce, collabora al secondo album)

## Discografia

### Album
- 1974 Harmonium
- 1975 Si on avait besoin d'une cinquième saison
- 1976 L'Heptade
- 1980 Harmonium en tournée (non ufficiale)

### Video
- 1980 Harmonium en Caliphornie(documentario sull'ultima tournée, oggi in DVD)